# Fred McNair
Frederick „Fred“ V. McNair IV (* 22. Juli 1950 in Washington, D.C.) ist ein ehemaliger US-amerikanischer Tennisspieler.

## Karriere
Fred McNair war überwiegend in den 1970er Jahren aktiv und verbuchte seine größten Erfolge im Doppel. Gemeinsam mit Sherwood Stewart erreichte er 20  Finalpartien bei Doppelkonkurrenzen; neun dieser Turniere konnten sie gewinnen. Den größten Erfolg in McNairs Karriere feierten er und Stewart beim Titelgewinn bei den French Open 1976, als sie ungesetzt im Halbfinale die an Position 1 gesetzten Spanier Juan Gisbert und Manuel Orantes schlugen und im Finale gegen die an Position 2 gesetzte Paarung Brian Gottfried und Raúl Ramírez gewannen.
Im Mixed gelang ihm mit seiner Doppelpartnerin Betty Stöve der Einzug ins Mixed-Finale der French Open 1981. Hier unterlagen sie dem US-amerikanischen Duo Andrea Jaeger und Jimmy Arias glatt in zwei Sätzen.
McNair spielte 1977 und 1978 für die Davis-Cup-Mannschaft der Vereinigten Staaten. Er wurde bei drei Begegnungen jeweils mit Sherwood Stewart im Doppel eingesetzt, wovon zwei Partien gewonnen wurden.
Nach seiner aktiven Karriere war er unter anderem zwischen 2004 und 2006 Vorsitzender des olympischen Tenniskomitees der Vereinigten Staaten.

## Privates
Fred McNairs Großvater Fred McNair Jr. gründete 1931 ein Finanz- und Vermögensunternehmen, das Fred McNair IV in dritter Generation leitet. Sein Vater und Vorgänger Fred McNair III spielte ebenfalls Tennis auf professioneller Ebene.
Er war verheiratet und hat vier Kinder.

## Erfolge
| Legende                      |
| Grand Slam (1)               |
| Saisonendveranstaltungen (1) |
| Open-Era-Turniere (15)       |
| ATP Challenger Tour (1)      |

| Titel nach Belag |
| Hartplatz (4)    |
| Rasen            |
| Sand (6)         |
| Teppich (7)      |

### Doppel

#### Turniersiege

##### ATP Tour
| Nr. | Jahr               | Turnier       | Belag         | Doppelpartner    | Finalgegner                      | Ergebnis                |
| --- | ------------------ | ------------- | ------------- | ---------------- | -------------------------------- | ----------------------- |
| 1.  | 16. September 1973 | Aptos         | Hartplatz     | Jeff Austin      | Raymond Moore Onny Parun         | 6:2, 6:1                |
| 2.  | 17. November 1973  | Christchurch  | Hartplatz (i) | Anand Amritraj   | Jürgen Faßbender Jeff Simpson    | kampflos                |
| 3.  | 24. März 1974      | Jackson       | Teppich (i)   | Grover Raz Reid  | Byron Bertram John Feaver        | 3:6, 6:3, 6:3           |
| 4.  | 2. Februar 1975    | Richmond      | Teppich (i)   | Hans Kary        | Paolo Bertolucci Adriano Panatta | 7:66, 5:7, 7:66         |
| 5.  | 28. September 1975 | San Francisco | Teppich (i)   | Sherwood Stewart | Allan Stone Kim Warwick          | 6:2, 7:63               |
| 6.  | 5. Oktober 1975    | Maui          | Hartplatz     | Sherwood Stewart | Jeff Borowiak Haroon Rahimk      | 3:6, 7:6, 6:3           |
| 7.  | 14. Februar 1976   | Salisbury     | Teppich (i)   | Sherwood Stewart | Steve Krulevitz Trey Waltke      | 6:3, 6:2                |
| 8.  | 16. Mai 1976       | Bournemouth   | Sand          | Wojciech Fibak   | Juan Gisbert Manuel Orantes      | 4:6, 7:5, 7:5           |
| 9.  | 23. Mai 1976       | Hamburg       | Sand          | Sherwood Stewart | Dick Crealy Kim Warwick          | 7:6, 7:6, 7:6           |
| 10. | 13. Juni 1976      | French Open   | Sand          | Sherwood Stewart | Brian Gottfried Raúl Ramírez     | 7:6, 6:3, 6:1           |
| 11. | 11. Juli 1976      | Båstad        | Sand          | Sherwood Stewart | Wojciech Fibak Juan Gisbert      | 6:3, 6:4                |
| 12. | 29. August 1976    | South Orange  | Sand          | Marty Riessen    | Vitas Gerulaitis Ilie Năstase    | 7:5, 4:6, 6:2           |
| 13. | 12. Dezember 1976  | Masters       | Sand          | Sherwood Stewart | Brian Gottfried Raúl Ramírez     | 6:3, 5:7, 5:7, 6:4, 6:4 |
| 14. | 28. Februar 1977   | Memphis       | Teppich (i)   | Sherwood Stewart | Robert Lutz Stan Smith           | 4:6, 7:6, 7:6           |
| 15. | 21. November 1977  | Oviedo        | Hartplatz (i) | Sherwood Stewart | Jan Kodeš Raúl Ramírez           | 6:3, 6:1                |
| 16. | 22. Januar 1978    | Baltimore     | Teppich (i)   | Frew McMillan    | Roger Taylor Antonio Zugarelli   | 6:3, 7:5                |
| 17. | 9. April 1978      | Rotterdam     | Teppich (i)   | Raúl Ramírez     | Bob Lutz Stan Smith              | 6:2, 6:3                |

##### Challenger Tour
| Nr. | Jahr             | Turnier     | Belag     | Doppelpartner | Finalgegner                  | Ergebnis      |
| --- | ---------------- | ----------- | --------- | ------------- | ---------------------------- | ------------- |
| 1.  | 28. Oktober 1979 | Guadalajara | Hartplatz | Paul McNamee  | Tony Giammalva Andy Kohlberg | 6:2, 3:6, 6:3 |

#### Finalteilnahmen
| Nr. | Jahr               | Turnier        | Belag         | Doppelpartner      | Finalgegner                     | Ergebnis      |
| --- | ------------------ | -------------- | ------------- | ------------------ | ------------------------------- | ------------- |
| 1.  | 19. August 1973    | Haverford (1)  | Rasen         | John Austin        | Colin Dibley Allan Stone        | 6:7, 3:6      |
| 2.  | 25. August 1974    | Haverford (2)  | Rasen         | Mike Machette      | Roy Barth Humphrey Hose         | 6:7, 2:6      |
| 3.  | 8. August 1976     | Columbus       | Sand          | Sherwood Stewart   | William Brown Brian Teacher     | 3:6, 4:6      |
| 4.  | 15. August 1976    | Indianapolis   | Sand          | Sherwood Stewart   | Brian Gottfried Raúl Ramírez    | 2:6, 2:6      |
| 5.  | 31. Oktober 1976   | Paris          | Hartplatz (i) | Sherwood Stewart   | Tom Okker Marty Riessen         | 2:6, 2:6      |
| 6.  | 22. Mai 1977       | Rom            | Sand          | Sherwood Stewart   | Brian Gottfried Raúl Ramírez    | 7:6, 6:7, 5:7 |
| 7.  | 24. Juli 1977      | Washington (1) | Sand          | Sherwood Stewart   | John Alexander Phil Dent        | 5:7, 5:7      |
| 8.  | 7. August 1977     | North Conway   | Sand          | Sherwood Stewart   | Brian Gottfried Raúl Ramírez    | 5:7, 3:6      |
| 9.  | 22. August 1977    | Toronto        | Sand          | Sherwood Stewart   | Bob Hewitt Raúl Ramírez         | 4:6, 6:3, 2:6 |
| 10. | 2. Oktober 1977    | San Francisco  | Sand          | Sherwood Stewart   | Marty Riessen Dick Stockton     | 4:6, 6:1, 4:6 |
| 11. | 6. November 1977   | Köln           | Hartplatz (i) | Sherwood Stewart   | Bob Hewitt Frew McMillan        | 3:6, 5:7      |
| 12. | 26. Februar 1978   | Denver         | Teppich (i)   | Sherwood Stewart   | Bob Hewitt Frew McMillan        | 3:6, 2:6      |
| 13. | 25. Juni 1978      | Queen’s Club   | Rasen         | Raúl Ramírez       | Bob Hewitt Frew McMillan        | 2:6, 5:7      |
| 14. | 16. Juli 1978      | Forest Hills   | Sand          | Sherwood Stewart   | John Alexander Phil Dent        | 6:7, 6:7      |
| 15. | 23. Juli 1978      | Washington (2) | Sand          | Raúl Ramírez       | Arthur Ashe Bob Hewitt          | 3:6, 4:6      |
| 16. | 24. September 1978 | Los Angeles    | Teppich (i)   | Raúl Ramírez       | John Alexander Phil Dent        | 3:6, 6:7      |
| 17. | 1. Oktober 1978    | Mexiko-Stadt   | Teppich (i)   | Raúl Ramírez       | Anand Amritraj Vijay Amritraj   | 4:6, 5:7      |
| 18. | 19. August 1979    | Cleveland      | Hartplatz     | Francisco González | Bob Lutz Stan Smith             | 3:6, 4:6      |
| 19. | 30. März 1980      | Dayton         | Teppich (i)   | Fritz Buehning     | Wojciech Fibak Geoff Masters    | 4:6, 4:6      |
| 20. | 12. April 1981     | Houston        | Sand          | Anand Amritraj     | Mark Edmondson Sherwood Stewart | 4:6, 3:6      |
| 21. | 25. Oktober 1981   | Wien           | Hartplatz (i) | Sammy Giammalva    | Steve Denton Tim Wilkison       | 6:4, 3:6, 4:6 |
| 22. | 14. November 1982  | Taipeh         | Teppich (i)   | Tim Wilkison       | Larry Stefanki Robert Van’t Hof | 3:6, 6:7      |

### Mixed

#### Finalteilnahmen
| Nr. | Jahr         | Turnier     | Belag | Doppelpartnerin | Finalgegner               | Ergebnis |
| --- | ------------ | ----------- | ----- | --------------- | ------------------------- | -------- |
| 1.  | 7. Juni 1981 | French Open | Sand  | Betty Stöve     | Jimmy Arias Andrea Jaeger | 6:7, 4:6 |